# Barry Gray
Barry Gray (Blackburn (Lancashire, Engeland), 18 juli 1908 – Guernsey, 16 april 1984) was een Engels componist, voornamelijk van muziek voor televisieseries gemaakt door Gerry Anderson, met als meest bekende werk zijn Thunderbirds Theme uit de serie Thunderbirds.

## Biografie
Barry Gray werd geboren als Jack Eckles maar wijzigde zijn naam toen hij de entertainment industrie betrad. Hij studeerde aan de Royal Manchester College of Music en volgde stages bij Hongaarse componist Matyas Sieber.
Na een baan bij muziekuitgever Feldman werd hij componist-arrangeur voor Radio Normandy. Tijdens de Tweede Wereldoorlog diende hij bij de Britse luchtmacht RAF. Daarna vergezelde hij Vera Lynn op haar Europese tournees, terwijl hij vele composities en orkestraties maakte voor artiesten als Hoagy Carmichael en Eartha Kitt.
In 1956 werd Barry Gray de Musical Director van de net opgerichte A.P. Films van Gerry Anderson en Arthur Provis. Deze studio maakte poppenseries waarvoor Barry Gray de muziek componeerde en dirigeerde. Hij bedacht het concept voor de eerste in "Supermarionation" gemaakte westernpoppenfilm: Four Feather Falls, in Nederland als Vier Veren Waterval uitgezonden.
Later volgden de series Supercar, Fireball XL5, Stingray en Thunderbirds (1965). Deze laatste bracht Barry Gray de meeste roem en zijn "Thunderbirds March" wordt nog altijd gespeeld door militaire bands. In deze periode verhuisde Barry Gray van Londen naar het belastingparadijs Guernsey.
Na Thunderbirds werd de studio opgekocht door Sir Lew Grade, hoofd van de televisiefirma ITC. De studio ging nu als "Century 21" door het leven en produceerde nog enkele poppenseries waarvoor opnieuw Barry Gray de muziek componeerde: Captain Scarlet, Joe 90 en Secret Service. Daarop volgden nog de twee liveactionseries UFO en Space: 1999 (1974). Tijdens deze laatste serie werd Barry Gray aan de kant gezet op advies van Amerikaanse investeerders die de series meer op Amerikaanse leest wilden schoeien en "dus" een andere componist wilden.
Barry Gray trok zich terug op Guernsey en zou tot zijn overlijden in 1984 nog als regelmatige pianist in het Old Government House Hotel in St. Peter Port te horen zijn, waar hij bekende medleys mengde met zijn eigen composities. In 1978 bracht hij nog een suite van zijn muziek ten gehore in de Royal Albert Hall voor de Philharmonic '78. Naar aanleiding hiervan schreef hij het jaar erop de muziek voor de Royal Command Performance waar koningin Elizabeth II de première van Kramer vs Kramer bijwoonde.
In november 2008 werd ter gelegenheid van zijn honderdste geboortedag een speciaal concert georganiseerd in de Royal Festival Hall van Londen.
Naast televisieseries heeft Barry Gray een drietal bioscoopfilmsoundtracks gecomponeerd:
- Thunderbirds Are Go
- Thunderbird 6
- Doppelgänger (in de VS als "Journey to the Far Side of the Sun" uitgebracht)

Er zijn diverse cd's uitgebracht met zijn muziek voor de tv-series en films.